# Терминатор (астрономија)
Терминатор у астрономији је линија која дели осветљени и неосветљени део Земље, Месеца или неког другог небеског тела.